# Meindert Hobbema
Meindert Hobbema (* 31. Oktober 1638 in Amsterdam; † 7. Dezember 1709 ebenda) war neben Jacob van Ruisdael der bedeutendste niederländische Landschaftsmaler in der zweiten Hälfte des 17. Jahrhunderts.

## Leben

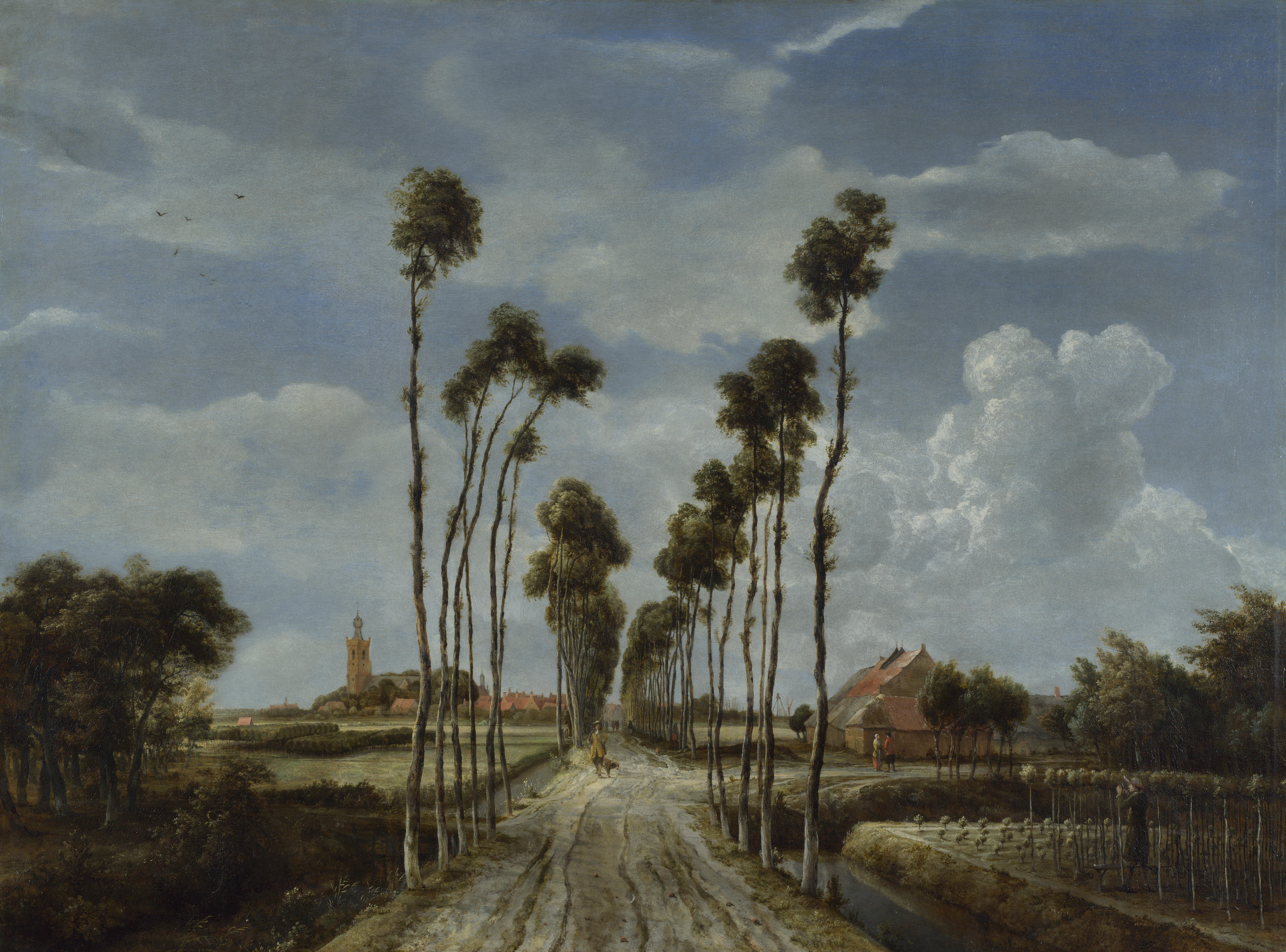
Allee von Middelharnis
National Gallery London

Meindert Hobbema heiratete im Alter von 30 Jahren am 2. November 1668 in der Amsterdamer Oude Kerk Eeltje Vinck aus Gorcum, die ehemalige Küchenmagd des Regenten Lambert Reynst. Trauzeugen waren der Bruder der Braut Cornelius Vinck und Jacob van Ruisdael. Hieraus wird die freundschaftliche Verbindung der beiden Landschaftsmaler deutlich und die Annahme begründet, dass Hobbema Schüler von Ruisdael war. In der Ehe wurden zwischen 1668 und 1673 vier Kinder geboren. Durch den Einfluss seiner Frau wurde er Eichmeister für Weine der Stadt Amsterdam und übte diesen Beruf mehr als vierzig Jahre aus. Die Malerei betrieb er ab dieser Zeit nur als Zweitberuf, was für niederländische Maler im 17. Jahrhundert durchaus üblich war. Das Paar lebte in der Rozengracht, unweit von Rembrandt, der hier verarmt seine letzten Lebensjahre verbrachte. Auch Hobbemas finanzielle Verhältnisse waren schwierig. Er überlebte seine 1704 verstorbene Frau um fünf Jahre und wurde am 14. Dezember 1709 auf dem Armenfriedhof der Westerkerk in Amsterdam bestattet.

## Künstlerische Entwicklung
Zunächst stand das Werk Hobbemas unter dem Einfluss von Cornelis Vroom und Anthonie van Borssom. Um 1656 nahm er ersten Kunstunterricht bei Jacob van Ruisdael, der gerade von Haarlem nach Amsterdam gezogen war. Hobbemas Lehrzeit bei Ruisdael scheint nicht sehr lang gedauert zu haben, da seine erste signierte Arbeit aus dem Jahr 1657 zeigt, dass er sich bis dahin als unabhängiger Meister etabliert hatte. Hobbema blieb auch nach seiner Lehrzeit mit Ruisdael freundschaftlich verbunden. Zusammen reisten sie durch die niederländischen Provinzen bis in die Region von Twente und über die Grenze nach Bentheim. Vermutungen, Hobbema hätte nach seiner Bestellung zum Eichmeister die Malerei nur als Liebhaberei fortgesetzt, gilt angesichts des umfangreichen Werkes als unwahrscheinlich. Zudem ist sein als Hauptwerk geltendes Gemälde Die Allee von Middleharnis erst 1689 entstanden.

## Werkbeschreibung
Das stark von Ruisdael beeinflusste Werk ist thematisch beschränkt auf Waldszenen, Flussläufe und vereinzelt Ansichten holländischer Städte. Während Ruisdael auch Felsformationen malte und sich von der reinen Landschaftsmalerei hin zum moralisch-didaktischen Anspruch des memento mori entwickelte, blieb Hobbema weniger dramatisch und grüblerisch. Häufig ist in seinen Bildern eine ansprechende helle Farbgebung vorherrschend, wobei funkelndes Tageslicht seine Landschaften durchdringt und der Himmel im intensiven Weiß und Blau leuchtet. Die Farbpalette der Landschaften geht von einem olivgrünen Ton bis hin zum Grau und Rotgelb. Variantenreich und meisterlich in der Ausführung sind die Darstellungen des Laubwerks. Mit erstaunlicher Feinheit durchdringt das Licht die Wolken und belichtet den Boden, oder aber es scheint durch die Blätter auf andere Teile des Blattwerkes und vervielfacht so die Lichtdurchlässigkeit des Bildes. In einigen Bildern werden diese Effekte noch durch Lichtspiegelungen auf Flussläufen oder Teichen verstärkt. Vorausgegangen ist der Malerei eine intensive Naturbeobachtung in der Umgebung von Amsterdam und auf Reisen bis an die westfälische Grenze. Die wiederkehrenden Motive wurden facettenreich bei verschiedenen Lichtverhältnissen, mit verschiedenen Farbtönen und zu allen Jahreszeiten variiert.

## Zuschreibungen
Das Werkverzeichnis von Georges Broulhiet aus dem Jahr 1938 weist über 500 Werke des Künstlers auf. Dieser Umfang erscheint heute jedoch fraglich. Hobbema war zu Lebzeiten wenig erfolgreich und starb als verarmter Mann. Im 17. Jahrhundert geriet sein Name in den Niederlanden in Vergessenheit und in Kunstbeschreibungen des 18. Jahrhunderts (Houbraken, Van Gool) wird sein Name nicht erwähnt. Stattdessen erlebte die Kunst Ruisdaels eine größere Nachfrage, was dazu führte, dass Hobbemas Signaturen entfernt und seine Bilder ebenfalls als Bilder von Ruisdael gehandelt wurden. In der zweiten Hälfte des 18. Jahrhunderts begann dann die Nachfrage nach Hobbemas Bildern insbesondere in England zu steigen (Das Frühwerk des Malers Thomas Gainsboroughs ist von der Malerei Hobbemas beeinflusst). Als Ende des 19. Jahrhunderts verstärkt auch amerikanische Sammler seine Werke auf dem Kunstmarkt nachfragten und die Preise sich entsprechend nach oben entwickelten, kam es vielfach zu Umdatierungen, falschen Signaturen oder kompletten Fälschungen. In diesem Zusammenhang sind auch die Werke Bewaldeter Flusslauf (datiert 1650, früher Sammlung Bredel) und Hütten unter Bäumen (datiert 1652, Sammlung Ford) zu sehen, die Hobbema im Alter von 12 bzw. 14 Jahren gemalt haben müsste. Wahrscheinlich ist eine falsche Datierung oder aber die Hand eines anderen Künstlers.

## Galerie

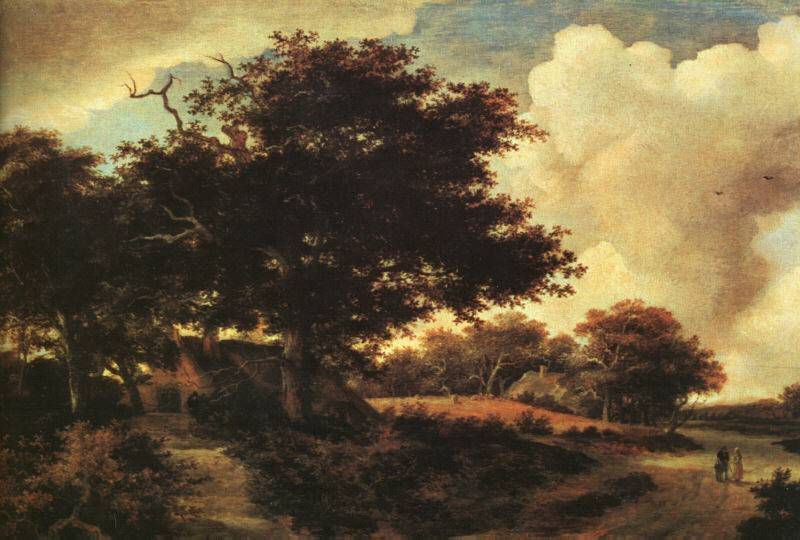
Landschaft Alte Pinakothek München
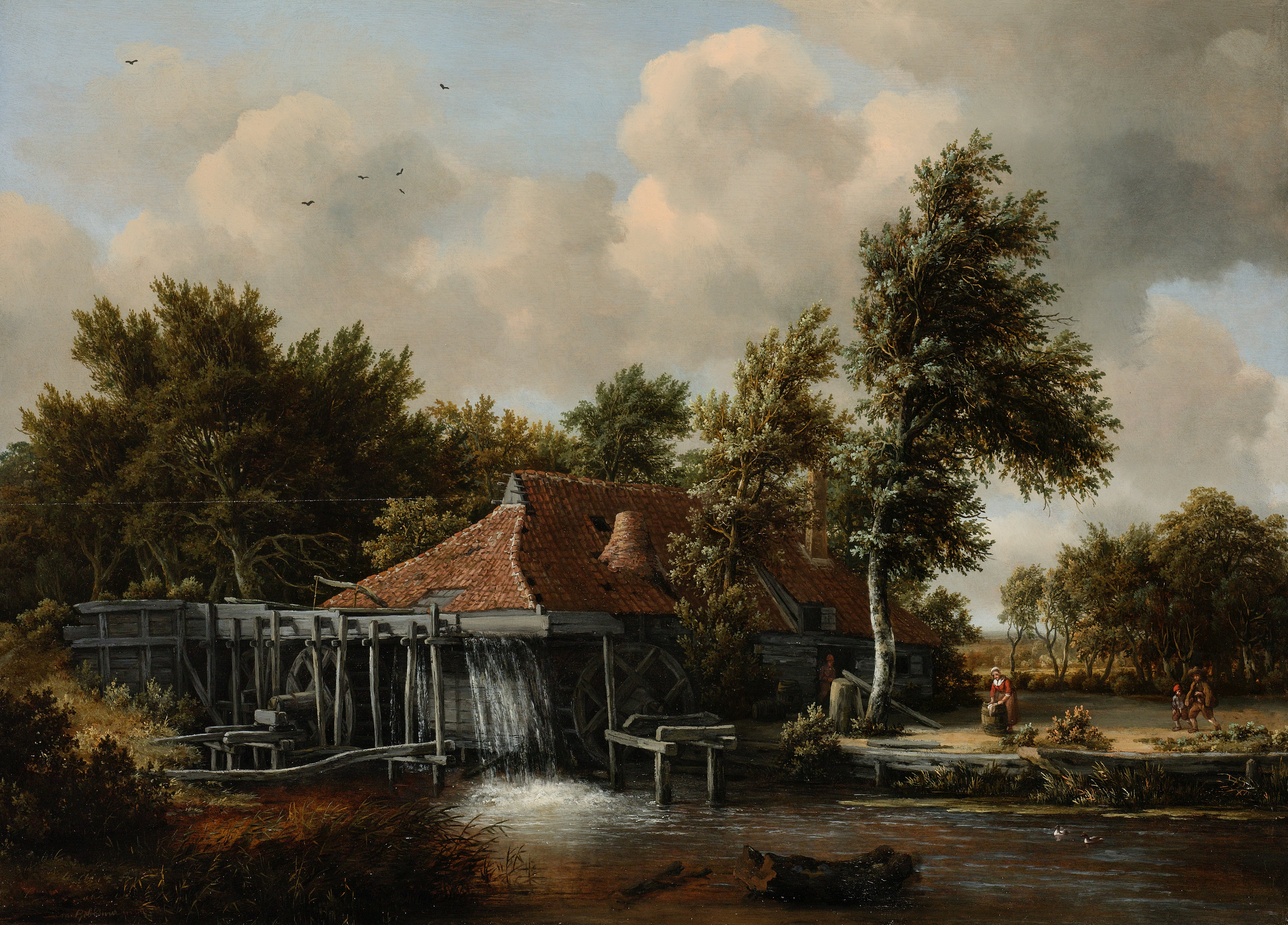
Wassermühle Rijksmuseum Amsterdam
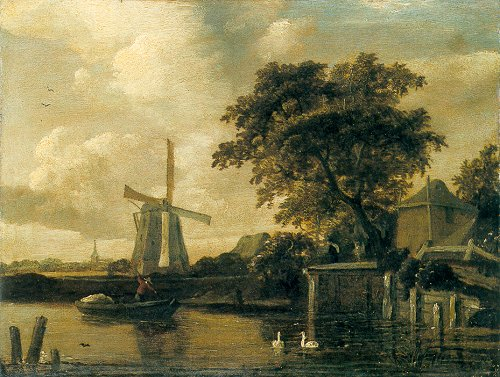
Windmühle am Fluss Bredius Museum Den Haag
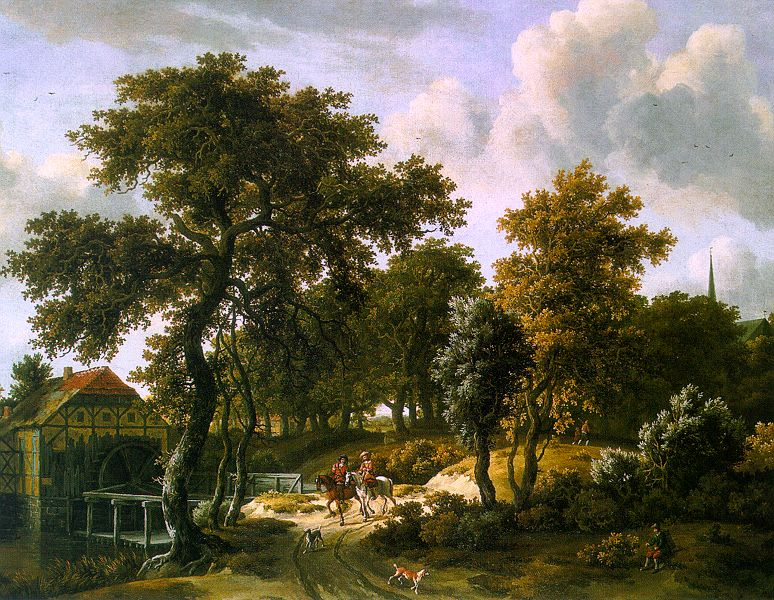
Die Reisenden National Gallery of Art Washington D.C.
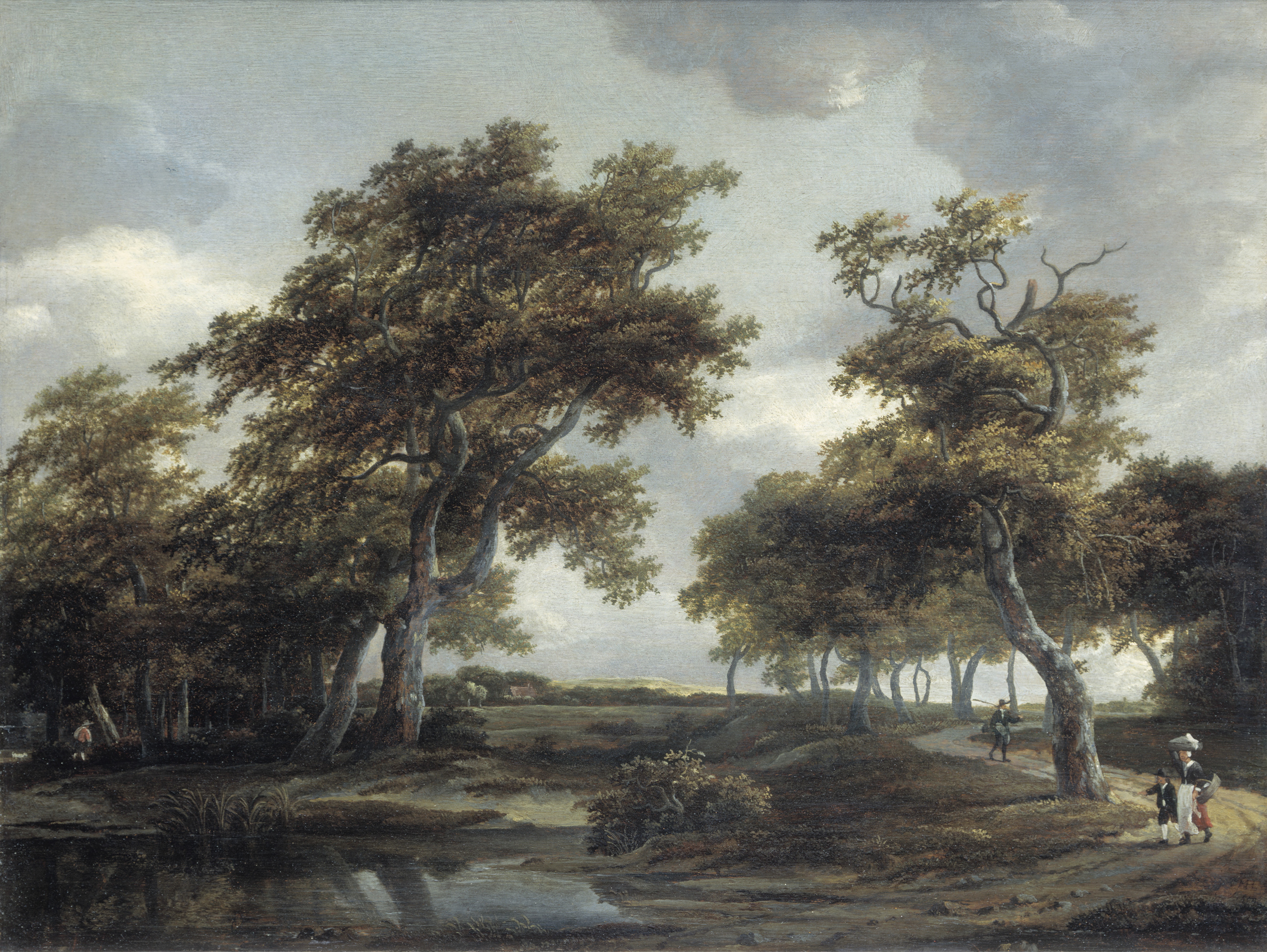
Hügelige Landschaft mit Reisenden und Teich Privatsammlung
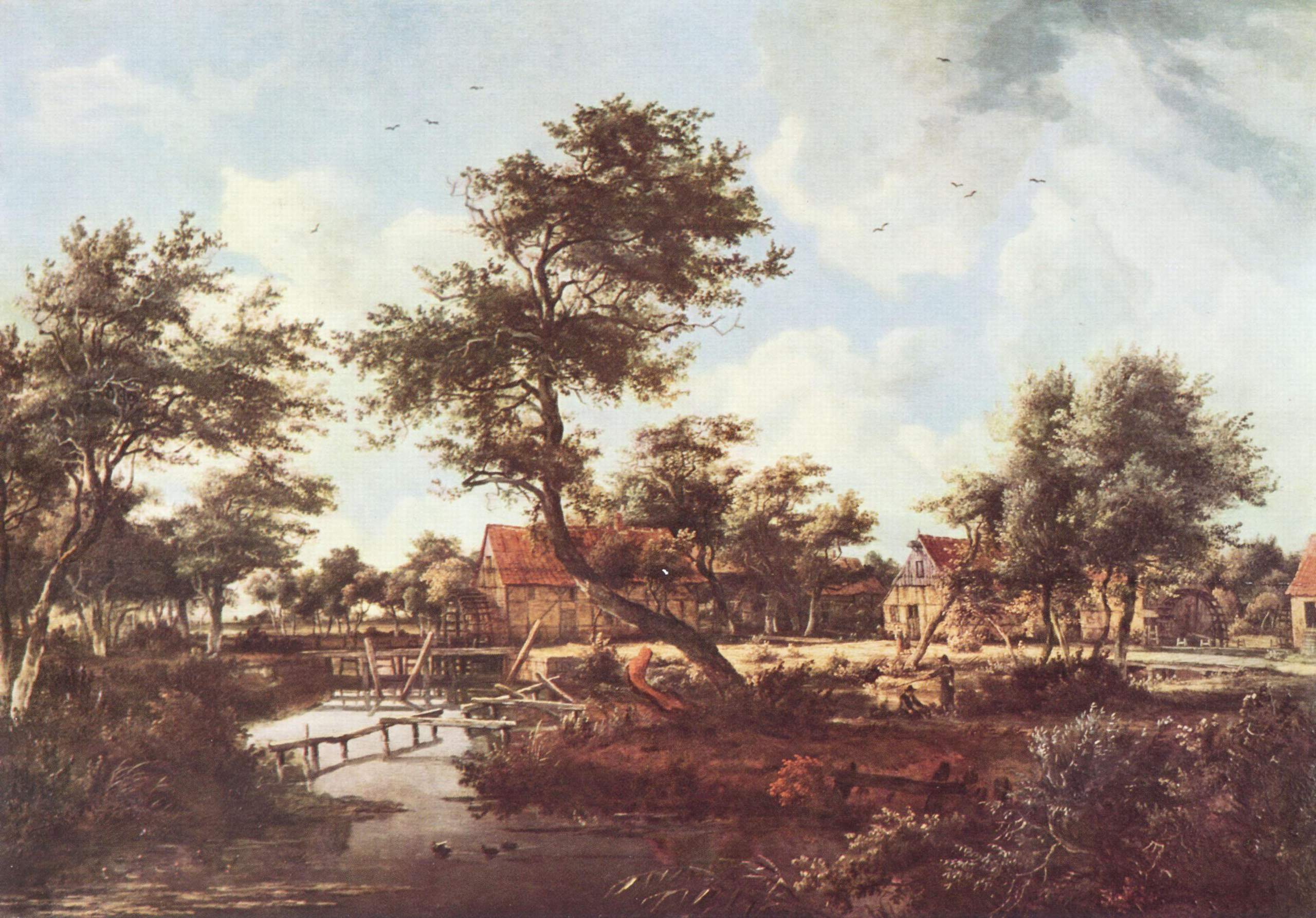
Dorf mit Wassermühlen National Gallery London
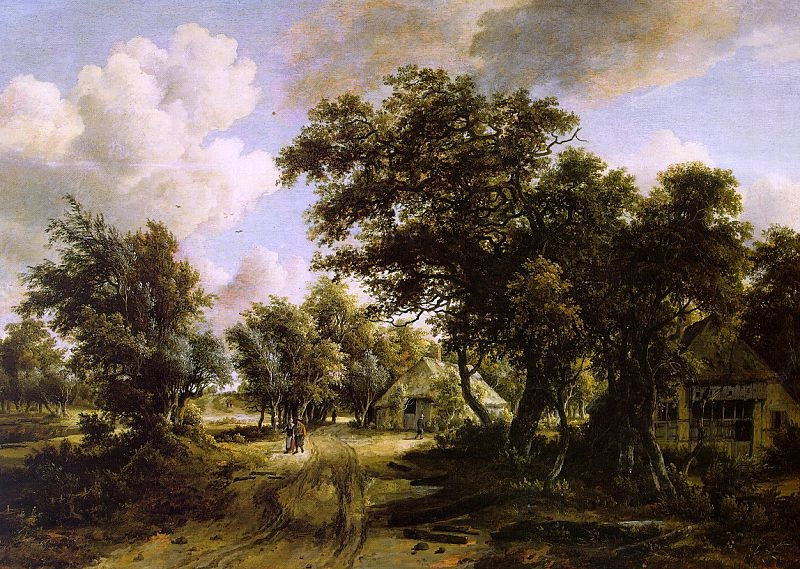
Bauernkaten mit einem Weg in den Wald Privatsammlung
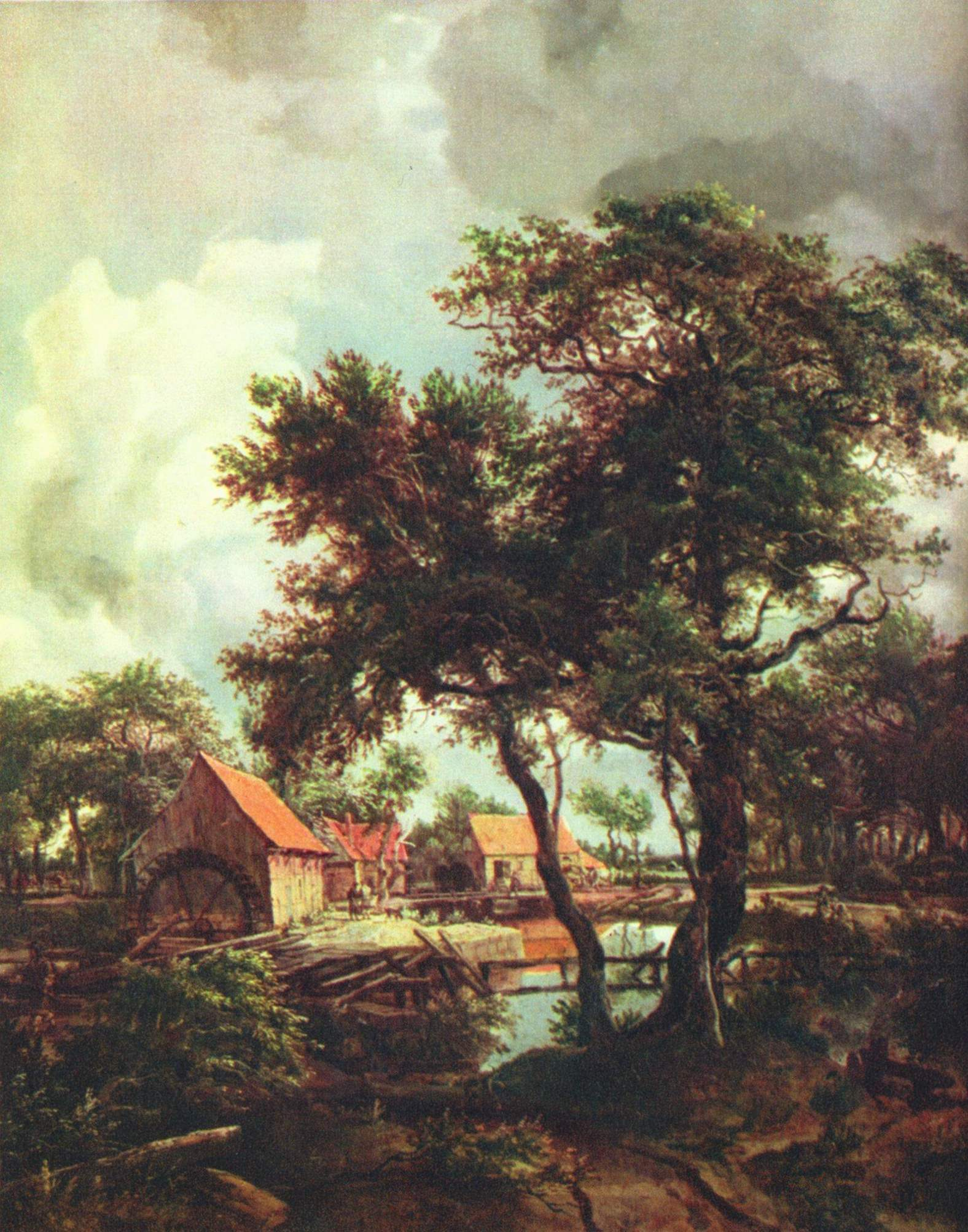
Mühle Musée du Louvre Paris